# 索斯尼夫卡 (克列緬丘格區)
49°6′5″N 33°30′39″E / 49.10139°N 33.51083°E
索斯尼夫卡（烏克蘭語：Соснівка），是烏克蘭的村落，位於該國中部波爾塔瓦州，由克列緬丘格區負責管轄，距離克列緬丘格1公里，海拔高度70米，2001年人口75。